# Косатка (птица)
Косатка, или касатка, или косатый селезень (лат. Mareca falcata), — вид птиц из семейства утиных (Anatidae), взрослые особи размером с серую утку.

## Описание
Птица длиной 48—54 см. Самец в брачный период ярко окрашен. По большей части окраска тела специфически серая с длинными серповидными перьями, торчащими на боках, которые и дали специфическое имя виду. В Китае отметили сходство специфической серой окраски с дактилоскопическими линиями, и в китайском языке косатка называется «утка с дактилоскопическими линиями»（кит. упр. 罗纹鸭). Голова большая тёмно-зелёная с белым горлом, тёмно-зелёным воротником и бронзовой макушкой. Область клоаки окрашена в жёлтый, чёрный и белый цвета.
Самка косатки тёмно-коричневая, очень похожая оперением на самку свиязи. Её длинный серый клюв помогает её идентифицировать. Затмевающий её самец имеет более тёмные бока и голову. В полете оба пола обнаруживают бледно-серые подкрылья. Черноватое зеркало окаймлено белой полосой по внутреннему краю. Молодые птицы тусклее самок и торчащие по бокам перья у них короче.

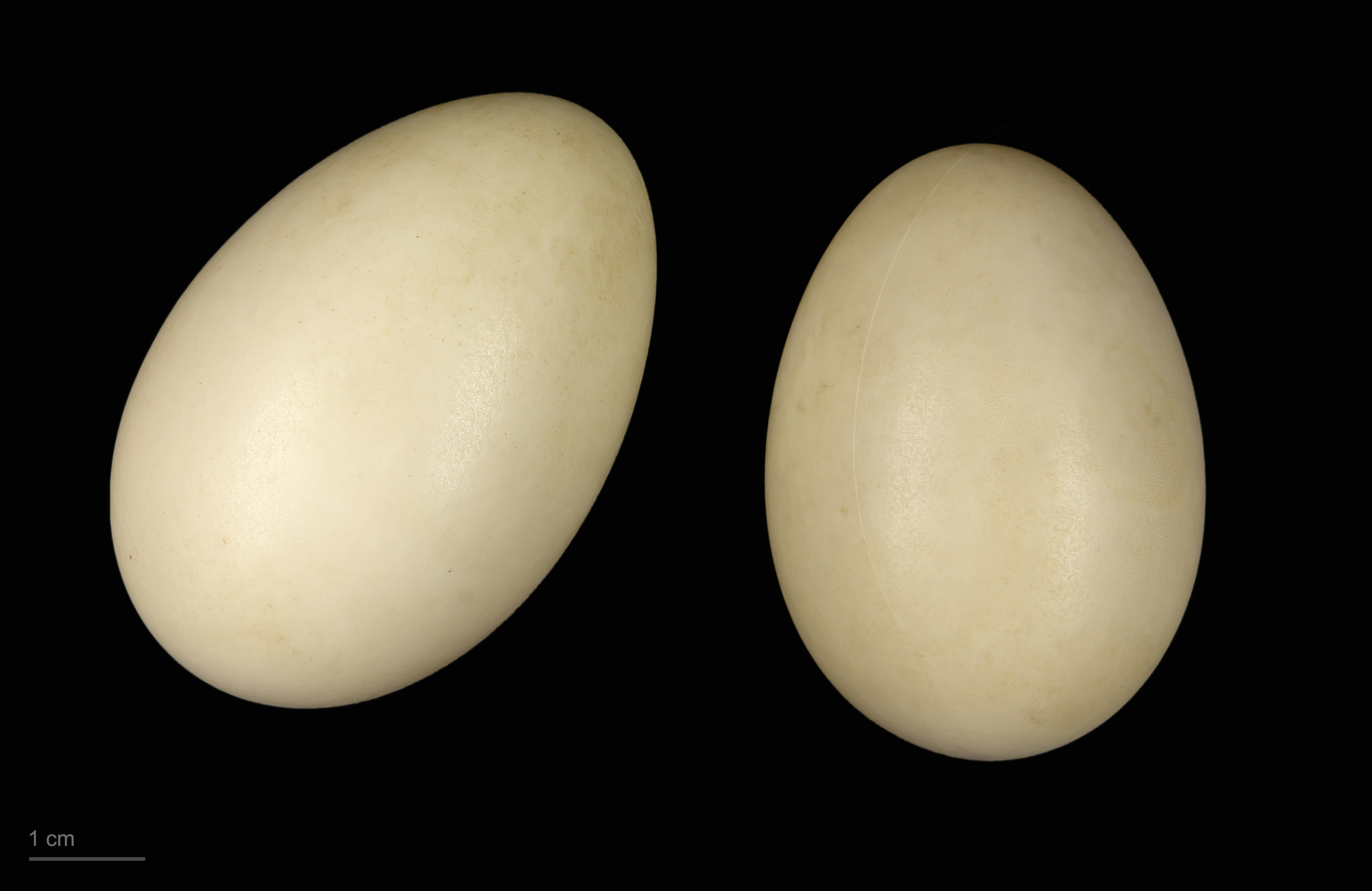
Яйцо Mareca falcata — Тулузский музей

### Размножение
Гнездо вьёт на поверхности земли вблизи воды и под прикрытием более высоких растений. Кладка состоит из 6—10 яиц.

## Распространение
Косатка размножается в Восточной Азии. Её гнездовья находятся в России (Хабаровске, Приморском крае, Амурской области, Чите, Бурятии, Иркутске, Туве, на востоке Красноярского края, южной и центральной Якутии, на Сахалине и Курильских островах), в крайних северо-восточных районах Северной Кореи, в  северо-восточном регионе Китая и в северной Японии (Хоккайдо, Аомори). Она нередко встречается и за пределами своей обычной области обитания. Часто эту красивую утку содержат в неволе, благодаря чему она распространилась очень широко. Это затрудняет определение того, откуда она родом.

### Миграции
Является перелётной птицей и зимой мигрирует в Южную и Юго-Восточную Азию: в Индию (Уттар-Прадеш, Бихар, Ассам, в восточную Харьяну), а также на север Бангладеш, Северную и Центральную Мьянму, Северный Лаос на реку Меконг, Северный Вьетнам (севернее Ханоя) и в Китай (Хайнань, Тайвань, Юньнань, Гуанси, Гуандун, Фуцзянь, Цзянси, Северный Хунань, Хубэй, Чжэцзян, Аньхой, Цзянсу, Шаньдун, северный Хэбэй, Шаньси, Северный Шэньси). Вне периода размножения эти утки собираются в большие стаи.

### Места обитания
Это житель открытых влажных равнин, лугов и озёр. Питается в основном, добывая растения на поверхности воды или щипая траву.